# Eduard Zimmermann
Eduard Zimmermann (ur. 4 lutego 1929 w Monachium, zm. 19 września 2009 tamże) – niemiecki dziennikarz, prezenter telewizyjny i ekspert w dziedzinie bezpieczeństwa.

## Życiorys
W młodości był m.in. złodziejem i handlował na czarnym rynku, za co trafił do więzienia Fuhlsbüttel w Hamburgu. Po odbyciu wyroku wyjechał do Szwecji, gdzie pracował m.in. jako dziennikarz prasowy. Po powrocie został oskarżony o szpiegostwo i znowu został skazany i uwięziony. Po uwolnieniu pracował w niemieckim radiu NDR i w stacji telewizyjnej ZDF. Był pisarzem i prezenterem takich programów jak "Aktenzeichen XY... ungelöst" i "Vorsicht, Falle! – Nepper, Schlepper, Bauernfänger", a także założycielem organizacji „Weißer Ring”.

## Nagrody
- 1967: Adolf-Grimme-Preis za wybitne indywidualne osiągnięcia w programie "Aktenzeichen XY... ungelöst"[5]
- 1967: Goldene Kamera w kategorii Najlepszy Gospodarz za program "Vorsicht, Falle! – Nepper, Schlepper, Bauernfänger" (1964)[5]
- 1997: honorowa nagroda telewizji bawarskiej[5]